# Tōru Honda
Tōru Honda (jap. 誉田徹 Honda Tōru; ur. 5 lipca 1941) – japoński lekkoatleta, sprinter.
Podczas igrzysk olimpijskich w Tokio (1964) japońska sztafeta 4 × 400 metrów z Hondą w składzie odpadła w eliminacjach z czasem 3:12,3.
Złoty medalista igrzysk azjatyckich w sztafecie 4 × 400 metrów (1966).
Mistrz Japonii w biegach na 100 (1966) i 200 (1964 oraz 1966) metrów.
Dwukrotny rekordzista Japonii w sztafecie 4 × 400 metrów:
- 3:12,2 (11 czerwca 1964, Niigata)[2]
- 3:09,1 (15 grudnia 1966, Krung Thep)[2]

## Rekordy życiowe
- Bieg na 400 metrów – 47,8 (1964)